# Piacenza Calcio 1978-1979
Questa pagina raccoglie le informazioni riguardanti il Piacenza Calcio nelle competizioni ufficiali della stagione 1978-1979.

## Stagione
Nella stagione 1978-1979 il Piacenza disputa il girone A della nuova Serie C1, con 36 punti si piazza in quinta posizione di classifica. Il torneo è stato vinto con 50 punti dal Como, che ha in questo modo ottenuto la promozione in Serie B, affiancato dal Parma che ha vinto lo spareggio tra le seconde classificate battendo la Triestina (3-1). Retrocedono in Serie C2 il Trento, il Padova, lo Spezia ed il Modena.
Il nuovo allenatore del Piacenza è l'striano Bruno Fornasaro fautore di un calcio offensivo, che in questa stagione esalta le qualità di Sante Crepaldi possente centravanti prelevato dal Rimini, che imbuca 18 reti, 1 in Coppa Italia e 17 in campionato, dopo un lungo digiuno iniziale. Meno bene il reparto difensivo che subisce troppo, condizionando le prestazioni e le velleità piacentine.
Nella Coppa Italia di Serie C il Piacenza disputa e vince prima del campionato l'11º girone di qualificazione, eliminando il Parma e l'Audace San Michele Extra, poi cede il passaggio alla Reggiana nel doppio turno dei sedicesimi di finale della manifestazione.

## Rosa
| N. |                   | Ruolo | Calciatore            |
| -- | ----------------- | ----- | --------------------- |
|    | Italia (bandiera) | C     | Gabriele Alessandrini |
|    | Italia (bandiera) | A     | Mauro Barcellandi     |
|    | Italia (bandiera) | C     | Massimo Cerri         |
|    | Italia (bandiera) | A     | Sante Crepaldi        |
|    | Italia (bandiera) | C     | Rino Gritti           |
|    | Italia (bandiera) | D     | Agostino Lameri       |
|    | Italia (bandiera) | P     | Stefano Lazzara       |
|    | Italia (bandiera) | D     | Luigi Maldera         |
|    | Italia (bandiera) | D     | Paolo Manunza         |

| N. |                   | Ruolo | Calciatore           |
| -- | ----------------- | ----- | -------------------- |
|    | Italia (bandiera) | A     | Paolo Maruzzo        |
|    | Italia (bandiera) | D     | Gabriele Matricciani |
|    | Italia (bandiera) | C     | Gianfranco Romano    |
|    | Italia (bandiera) | C     | Stefano Salvatori    |
|    | Italia (bandiera) | P     | Roberto Serena       |
|    | Italia (bandiera) | A     | Evert Skoglund       |
|    | Italia (bandiera) | D     | Luigi Vetere         |
|    | Italia (bandiera) | D     | Roberto Vichi        |
|    | Italia (bandiera) | C     | Giovanni Zanotti     |

## Risultati

### Campionato

#### Girone di andata
| Arbitro: | Faccenda (Salerno) |

|                                    |           |  |
| Gritti 12’ (rig.) Alessandrini 53’ | Marcatori |  |

| Alessandria 8 ottobre 1978 2ª giornata | Alessandria       | 0 – 0 | Piacenza | Stadio Giuseppe Moccagatta\| Arbitro: \| Falzier (Treviso) \| |
| Arbitro:                               | Falzier (Treviso) |       |          |                                                               |

| Arbitro: | Pirandola (Lecce) |

|             |           |                |
| Zanotti 64’ | Marcatori | 63’ Cavagnetto |

| Arbitro: | Altobelli (Roma) |

|                                   |           |  |
| Nicolini 55’ (rig.) Mondonico 65’ | Marcatori |  |

| Piacenza 29 ottobre 1978 5ª giornata | Piacenza                  | 0 – 0 | Mantova | Stadio Galleana\| Arbitro: \| Pezzella (Frattamaggiore) \| |
| Arbitro:                             | Pezzella (Frattamaggiore) |       |         |                                                            |

| Arbitro: | Magni (Bergamo) |

|  |           |            |
|  | Marcatori | 40’ Marlia |

| Arbitro: | Rufo (Roma) |

|            |           |                           |
| Giglio 67’ | Marcatori | 39’ Salvatori 80’ Maruzzo |

| Piacenza 19 novembre 1978 8ª giornata | Piacenza                  | 0 – 0 | Padova | Stadio Galleana\| Arbitro: \| Madonna (Torre del Greco) \| |
| Arbitro:                              | Madonna (Torre del Greco) |       |        |                                                            |

| Arbitro: | Esposito (Torre del Greco) |

|                                |           |                                |
| Mugianesi 10’, 67’ Martini 60’ | Marcatori | 6’, 30’ Crepaldi 90’ G. Romano |

| Arbitro: | Savalli (Trapani) |

|                   |           |              |
| Vetere 33’ (aut.) | Marcatori | 41’ Skoglund |

| Arbitro: | Angelelli (Terni) |

|                 |           |                                               |
| Matricciani 11’ | Marcatori | 13’ (aut.) L. Maldera 39’ Politti 62’ Panozzo |

| Arbitro: | Madonna (Torre del Greco) |

|          |           |              |
| Enzo 12’ | Marcatori | 82’ Skoglund |

| Arbitro: | Vallesi (Pisa) |

|                          |           |  |
| Crepaldi 14’ Maruzzo 43’ | Marcatori |  |

| Treviso 7 gennaio 1979 14ª giornata | Treviso        | 0 – 0 | Piacenza | Stadio Omobono Tenni\| Arbitro: \| Agate (Torino) \| |
| Arbitro:                            | Agate (Torino) |       |          |                                                      |

| Piacenza 14 gennaio 1979 15ª giornata | Piacenza          | 0 – 0 | Juniorcasale | Stadio Galleana\| Arbitro: \| Cherri (Macerata) \| |
| Arbitro:                              | Cherri (Macerata) |       |              |                                                    |

| Arbitro: | Pairetto (Torino) |

|                                 |           |                           |
| Serena 28’ (aut.) M. Fabbri 30’ | Marcatori | 16’ Crepaldi 87’ Skoglund |

| Arbitro: | Stillacci (Torino) |

|                |           |  |
| L. Maldera 76’ | Marcatori |  |

#### Girone di ritorno
| Arbitro: | Colasanti (Roma) |

|                   |           |                               |
| Gritti 51’ (aut.) | Marcatori | 55’ Crepaldi 70’ Alessandrini |

| Arbitro: | Falsetti (Roma) |

|                            |           |                            |
| Crepaldi 13’ G. Romano 69’ | Marcatori | 64’ Bongiorni 79’ Ferraris |

| Arbitro: | Corigliano (Crotone) |

|                         |           |  |
| Fiaschi 32’ Gozzoli 36’ | Marcatori |  |

| Arbitro: | Pirandola (Lecce) |

|                                          |           |  |
| Alessandrini 19’ Gritti 30’ Crepaldi 40’ | Marcatori |  |

| Mantova 4 marzo 1979 22ª giornata | Mantova      | 0 – 0 | Piacenza | Stadio Danilo Martelli\| Arbitro: \| Baldi (Roma) \| |
| Arbitro:                          | Baldi (Roma) |       |          |                                                      |

| Arbitro: | Giaffreda (Roma) |

|                      |           |              |
| Neri 61’ Mossini 77’ | Marcatori | 29’ Crepaldi |

| Arbitro: | Agate (Torino) |

|                             |           |                      |
| Gritti 39’ Alessandrini 51’ | Marcatori | 40’ Giglio 84’ Corti |

| Arbitro: | Cherri (Macerata) |

|                                               |           |              |
| Vitale 5’ Musella 35’, 65’ (rig.) Sanguin 74’ | Marcatori | 76’ Crepaldi |

| Arbitro: | Faccenda (Salerno) |

|                               |           |  |
| Crepaldi 50’, 73’ (rig.), 76’ | Marcatori |  |

| Arbitro: | Adamu (Cagliari) |

|            |           |            |
| Gritti 60’ | Marcatori | 61’ Scarpa |

| Arbitro: | Savalli (Trapani) |

|             |           |  |
| Mujesan 71’ | Marcatori |  |

| Arbitro: | Meschini (Perugia) |

|                                           |           |              |
| Alessandrini 32’ Crepaldi 40’, 50’ (rig.) | Marcatori | 14’ Jacolino |

| Arbitro: | Stillacci (Torino) |

|                       |           |                             |
| L. Maldera 43’ (aut.) | Marcatori | 8’ Crepaldi 40’, 78’ Gritti |

| Arbitro: | Leni (Perugia) |

|             |           |                |
| Maruzzo 46’ | Marcatori | 20’ Rombolotto |

| Arbitro: | Pampana (Pisa) |

|                |           |  |
| G.B. Motta 58’ | Marcatori |  |

| Arbitro: | Pezzella (Frattamaggiore) |

|            |           |              |
| Gritti 86’ | Marcatori | 25’ Marchini |

| Arbitro: | Lamorgese (Potenza) |

|                             |           |                                           |
| Sberveglieri 14’ Cuoghi 81’ | Marcatori | 66’, 78’ Crepaldi 72’ Skoglund 84’ Gritti |

### Coppa Italia

#### Undicesimo girone
| 27 agosto 1978 1ª giornata |  | – Turno riposo Piacenza |  |  |

| Arbitro: | Pampana (Pisa) |

|                   |           |  |
| Gritti 50’ (rig.) | Marcatori |  |

| Arbitro: | Sanna (Alghero) |

|                             |           |              |
| Alessandrini 39’ Gritti 55’ | Marcatori | 30’ Verdolin |

| 10 settembre 1978 4ª giornata |  | – Turno riposo Piacenza |  |  |

| Parma 17 settembre 1978 5ª giornata | Parma | 2 – 1 | Piacenza |  |

| Arbitro: | Bianciardi (Siena) |

|  |           | |
|  | Marcatori | 22’ Maruzzo 24’ Crepaldi 40’, 77’ Matricciani 55’ Zanotti 60’ Alessandrini 72’ Cerri 87’ Barcellandi |